# Airsoft

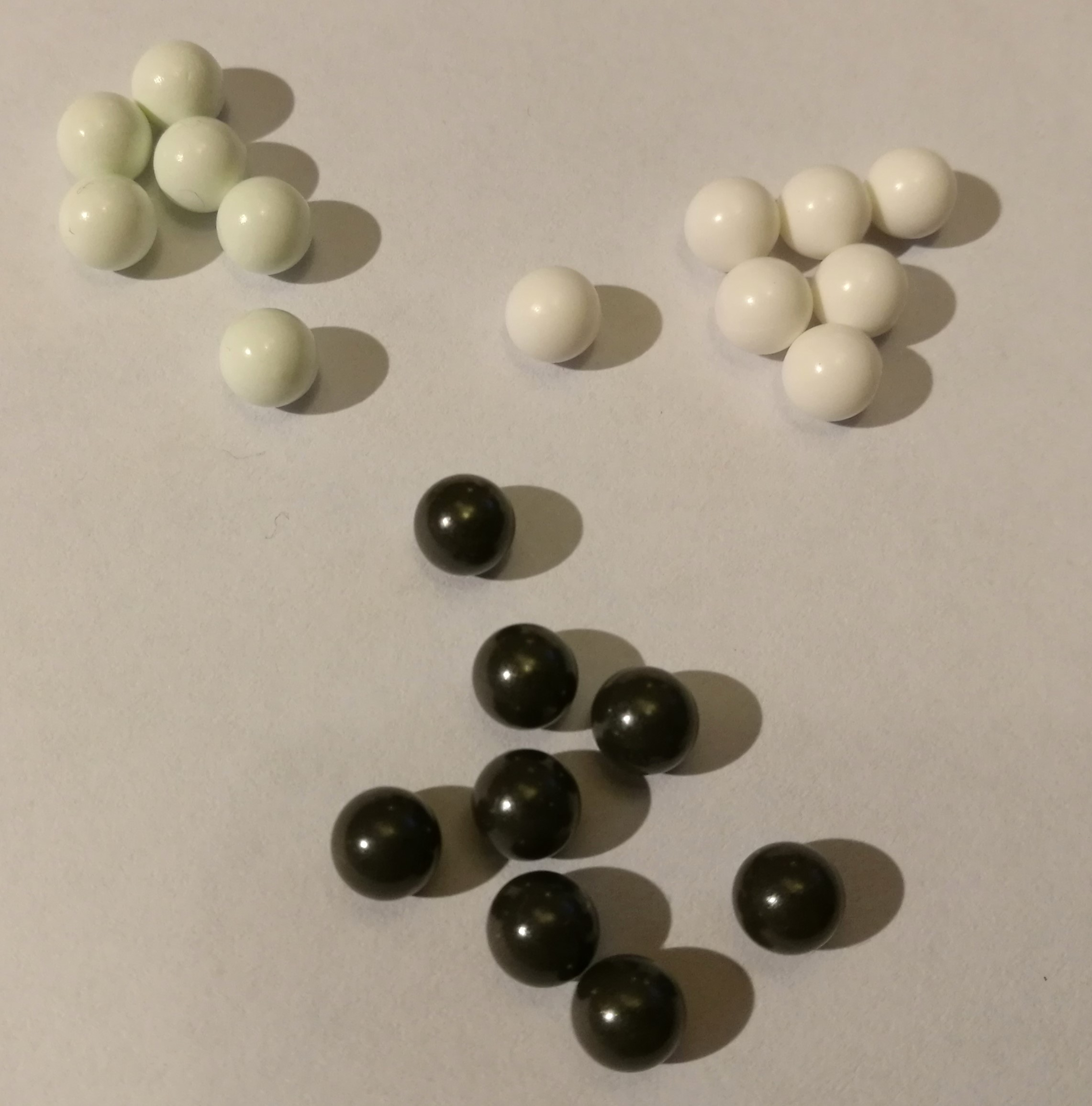
6 mm plastkulor med olika vikt.

Airsoft är en global sport som utövas med airsoftvapen, vanligen kallade soft air guns eller air soft guns (efter engelskan). Sporten påminner om paintball, men utan färg och är svagare, effektbegränsade och ofta ser ut som en exakt kopia av ett riktigt vapen.

## Utövande och regler

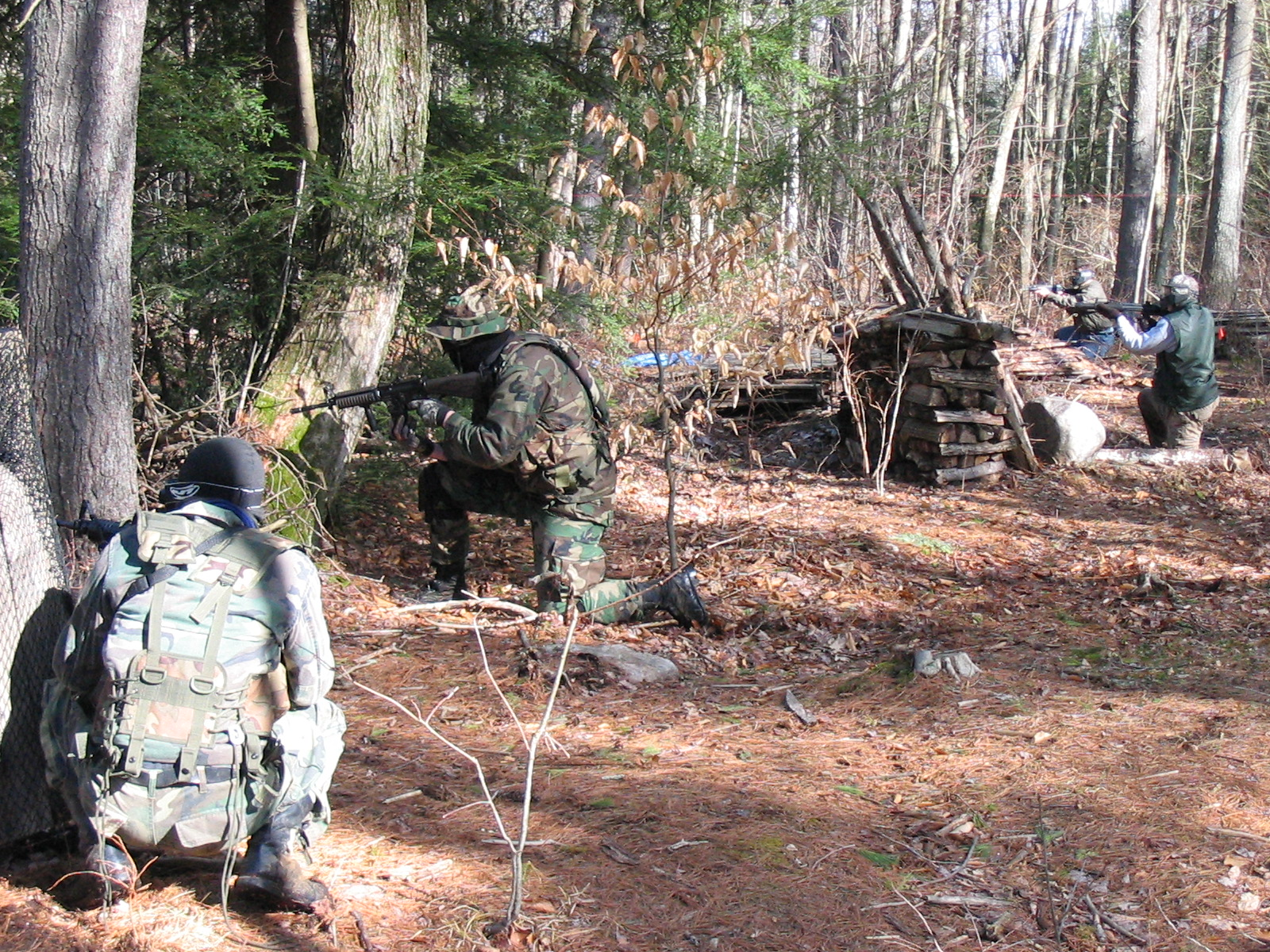
Exempel på utövning.

Hobbyn går i sin enklaste form ut på att med ett effektbegränsat vapen träffa sina motspelare, precis som paintball. Utifrån detta grundkoncept är det sedan vanligt att utövarna spelar efter olika regler. Deltagande i airsoft bygger till stor del på hänsyn och eget ansvar och föreningar som sysslar med airsoft har ofta stränga regler angående hanteringen av utrustningen.
Vanliga typer av spel är så kallade MilSim (militär simulering) och CQB (Close Quarter Battle) där den första efterliknar militära insatser, ofta i skogsmiljö, medan den senare vanligen efterliknar polisiära insatser i bebyggda områden.
Vanligast är att deltagarna delar upp sig i lag och sedan försöker eliminera det andra lagets spelare. Antalet deltagare begränsas bara av spelområdets yta. I större spel förekommer det att man använder sig av militära fordon.
Till skillnad från paintball, där kulorna ger ett färgmärke där de träffar, kräver airsoft med dess små plastkulor att den skjutne är ärlig när han eller hon träffas.
Beroende på vapnets utgångshastighet, kan man behöva befinna sig en bit från den man skjuter på för att inte skada denne. Det finns tabeller för säkerhetsavstånd beroende på hur tunga kulor man använder och hur starkt vapnet skjuter.

## Säkerhet och skyddsutrustning
Säkerhetsutrustning används för att skydda känsliga delar av kroppen från skador. Förutom skyddsglasögon förekommer inom vissa föreningar krav på hjälm och/eller helmask. Övrig utrustning som kläder och andra tillbehör avgörs av egen smak, lagtillhörighet eller försök att efterlikna specifika militära enheter. Antalet klädesplagg bör vara begränsat för att minimera risken för missuppfattningar i samband med träff. 1 cm tyg totalt sett bör vara en god riktlinje i samband med airsoft.

### Skyddsglasögon
Skyddsglasögon är den mest grundläggande och ofta enda obligatoriska delen av en airsoftutövares skyddsutrustning. Glasögonen skyddar mot kulor och kulfragment som annars skulle kunna ge ögonskador. Många seriösa spelare väljer dock att använda mer påkostade skyddsglasögon, ofta med utbytbara linser för att passa olika situationer. Det finns skyddsglasögon med militär klassning som sluter tätt kring hela ögat. Krav på användning av denna typ av skydd börjar idag[när?] bli allt vanligare, framför allt på kommersiella banor i USA.

### Tandskydd
Tandskydd används ibland i kombination med skyddsglasögon för att ge ett bättre skydd för tänderna. Ofta skyddar man endast den övre tandraden.

### Helmask
En helmask skyddar både ögon och tänder. Det är ofta bara en enkel plastmask i svart eller grönt med ett metallnät för ögonen, men det finns spelare som använder paintball-masker eller specialbyggda masker inspirerade från till exempel spel eller film. 

### Knä-/armbågsskydd
Knäskydd används i de flesta speltyper, i MilSim om de följer förlagans utrustning. Ibland används bara ett knäskydd på det knä man sätter i marken vid hukande skjutställning.
Armbågsskydd är vanligast vid spel inomhus och spel som simulerar strid i bebyggelse (SIB).

### Hjälm
Hjälmar används normalt av rent estetiska skäl, men en bra hjälm fyller naturligtvis samma funktion som originalet; den skyddar huvudet mot stötar och skott. Vilken hjälmtyp man väljer beror ofta på vad för typ av enhet man efterliknar.

## Airsoftvapen
Airsoftvapen är vanligen realistiska kopior av verkliga vapen både i utförande och material. Vapnen skjuter runda kulor av hårdplast i kaliber 6 eller 8 millimeter. Det finns tre huvudtyper av airsoftvapen: fjäderdrivna, gasdrivna och eldrivna.

### Gasdrivna vapen
Gasdrivna vapen är ofta mera påkostade och verklighetstrogna. Gas används oftast i pistoler, men även i kpistar, dyrare gevär och automatkarbiner. Gasvapen kan vara dyra i drift, då man kan göra slut på stora mängder gas. Då gasen expanderar mindre i kalla temperaturer fungerar gasvapen bäst i varma miljöer. Vapen som drivs med koldioxid är mindre känsliga för temperaturskillnader än vapen som drivs med propan, och är även starkare i vissa fall. Det finns även vapen som kan drivas med både propangas och koldioxid beroende på vilken typ av magasin som används. 
De mest populära gasvapnen är GBB (Gas Blow Back). Dessa får rekyl och automatisk omladdning i och med att manteln eller slutstycket slår bak mellan varje skott, precis som på ett riktigt vapen. NBB (Non Blow Back) saknar denna funktion men har oftast något bättre prestanda, är driftsäkrare och använder betydligt mindre gas per skott.

### Eldrivna vapen

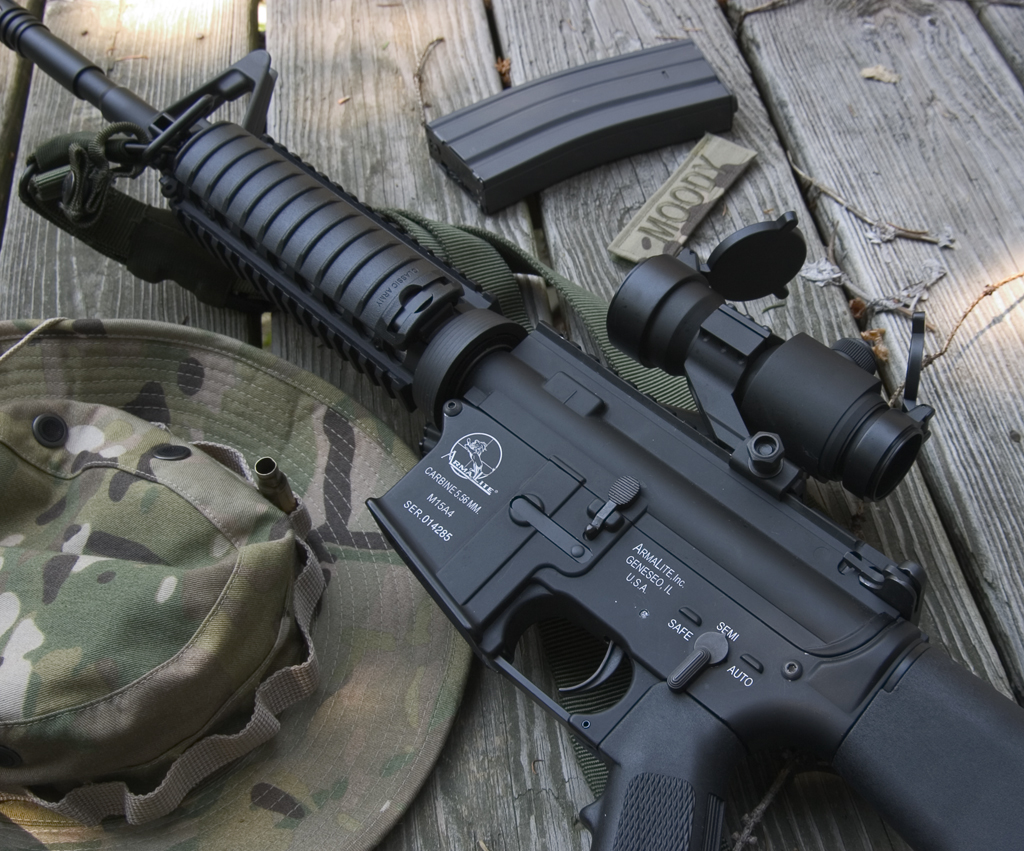
M15A4 Automatic Electric Gun.

Eldrivna kulsprutepistoler, karbiner och gevär, AEG (Automatic Electric Gun), är den vanligaste typen av vapen vid spel. De drivs av fjäder som i sin tur spänns av en motor. Dessa vapen kan skjuta mycket snabbt och långt om de uppgraderas. Nästan alla eldrivna AEG är gjorda i metall och/eller plast, men det finns även modeller med trädetaljer. Elektriska vapen är billigare i drift än gasvapen då man laddar batterierna, men är ofta känsliga för väta.
Eldrivna pistoler finns i två varianter. Den äldre sorten, EBB (Electric Blow Back), har dålig prestanda i jämförelse med andra vapen. Den nyare varianten, AEP (Automatic Electric Pistol), har dock en prestanda som mäter sig med de gasdrivna pistolerna.

### Uppgraderingar av vapen
Det finns även möjlighet att uppgradera sina vapen, exempel på vanliga uppgraderingar är styvare fjäder, kraftigare batteri, metallexteriör, lasersikte, optiskt riktmedel, lampa och ljuddämpare.

## Lagstiftning i Sverige

### Åldersgränser
Airsoftvapen jämställs juridiskt sett med luftvapen. I Sverige är åldersgränsen 18 år både för innehav och köp av airsoftvapen. För att få använda luftvapen innan 18 års ålder krävs licens eller att det sker under övervakning av en vuxen person. Det är inte tillåtet att låna ut ett airsoftvapen om det kan antas att låntagaren kommer att missbruka vapnet.

### Drivgaser
I 2 kap. 1 § 2 stycket Vapenlagen (1996:67) kan man läsa att:
| ” | Tillstånd krävs inte för den som har fyllt arton år om vapnet har en begränsad effekt i förhållande till andra jämförliga skjutvapen (effektbegränsade vapen) och vapnet är 1. ett kolsyre-, luft- eller fjädervapen eller ett vapen med ett annat liknande utskjutningsmedel och är avsett för målskjutning, eller 2. ett harpunvapen. | „ |

### Effektbegränsning
När det gäller den begränsade effekten kan man i 1 kap. 2 § Vapenförordningen (1996:70) läsa:
| ” | Ett kolsyre-, luft- eller fjädervapen skall anses ha sådan begränsad effekt som avses i 2 kap. 1 § vapenlagen (1996:67) om en projektil från vapnet fyra meter från pipans mynning har en anslagsenergi som är mindre än 10 joule. Ett hel- eller halvautomatiskt kolsyre-, luft- eller fjädervapen skall anses ha sådan begränsad effekt om en projektil från vapnet fyra meter från pipans mynning har en anslagsenergi som är mindre än 3 joule. | „ |